# 不飽和結合
不飽和結合（ふほうわけつごう、unsaturated bond）とは、隣接する原子間で2価以上で結合している化学結合であり、ほとんどの場合は1つのσ結合と1つないしは2つのπ結合から形成されている。不飽和結合を持つ化合物を不飽和（化合物）と呼ぶ、ただし、錯体においては18電子則を満たさないものを不飽和（化合物）であると言う。
通常の有機化合物においては、二重結合あるいは三重結合を有することであり、炭素原子間に不飽和結合を持つものとしては、アルケン、アルキン、芳香族化合物などがある。また、不飽和結合は炭素原子間である必要はなく、ケトン、アルデヒド、イミンも不飽和化合物である。
遷移金属化合物の場合、δ結合 の関与により四重結合以上の結合次数を示すものも知られる。項目: 四重結合、五重結合、六重結合 を参照。

## 種類
不飽和化合物ないしは不飽和結合を含む化合物群を次に示す。
- 鎖状の不飽和化合物
  - 炭化水素化合物
    - アルケン（二重結合のみ）- エチレン、プロピレン、etc.
    - アルキン（三重結合のみ）
    - クムレン - アレン
    - ポリエン（共役不飽和化合物）

  - 複素化合物 - ケトン、アルデヒド、イミン
  - 環状の不飽和化合物
  - 炭化水素化合物
    - ベンゼン（共役二重結合6員環）
    - アヌレン（6員環より大きい共役二重結合化合物）

  - 複素環式化合物 - チオフェン、ピリジン、etc.

## 性質
ある化合物が不飽和結合を持つとき、何らかの付加反応が起こりうる。その不飽和結合が芳香性を持たない場合により起こりやすい。
不飽和結合を通して官能基の電気的性質が伝わることがある。項目: ビニローグ を参照。

## 不飽和化合物

### 集積二重結合
二重結合が2個以上連続しているものを集積二重結合と呼ぶ。それらが炭素のみからなる場合、二重結合が2個連なった化合物を アレン (allene)、3個以上連なった化合物を クムレン (cumulene) と呼ぶ。二酸化炭素やケテンなど、炭素以外の元素を含む集積二重結合化合物は ヘテロアレン (heteroallene)、あるいは ヘテロクムレン (heterocumulene) と呼ぶ。

アレン
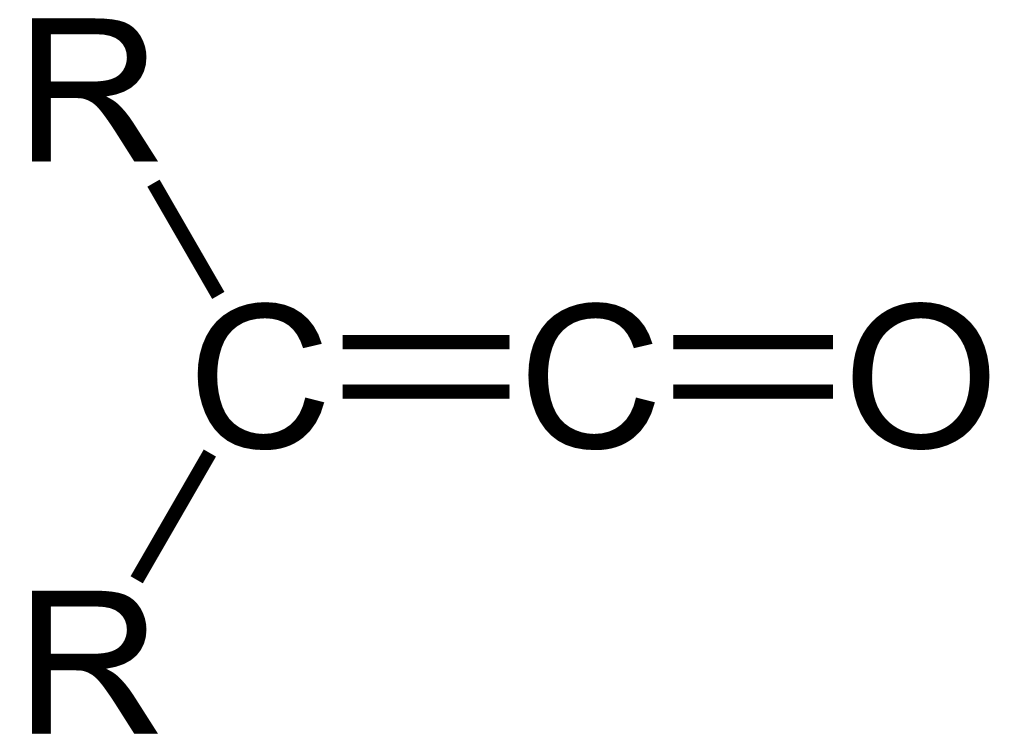
ケテン
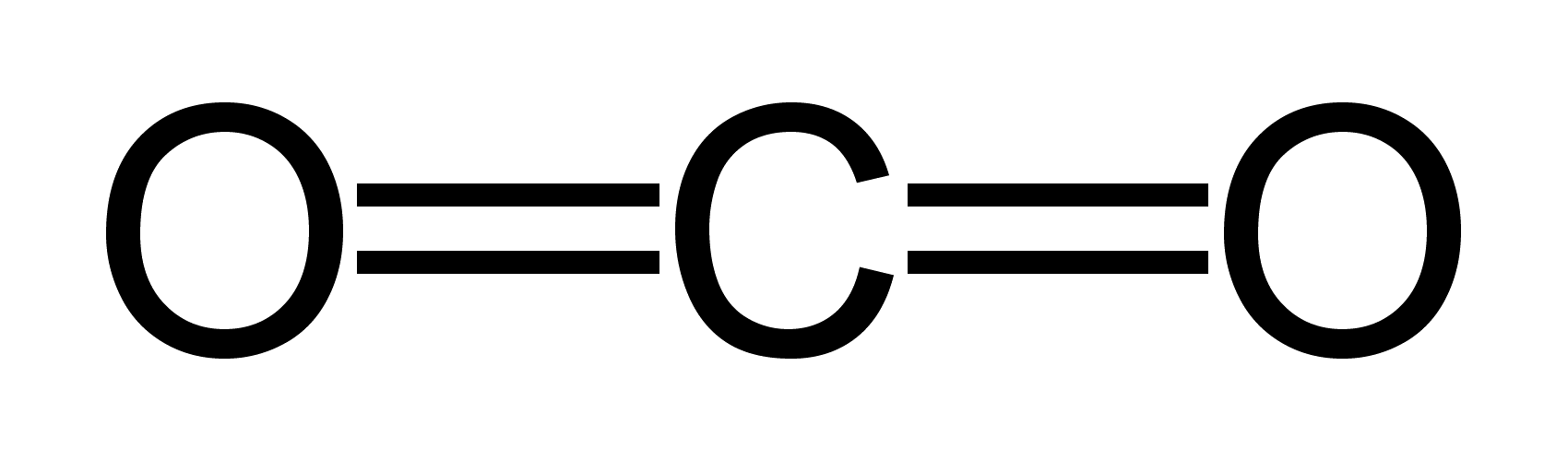
二酸化炭素
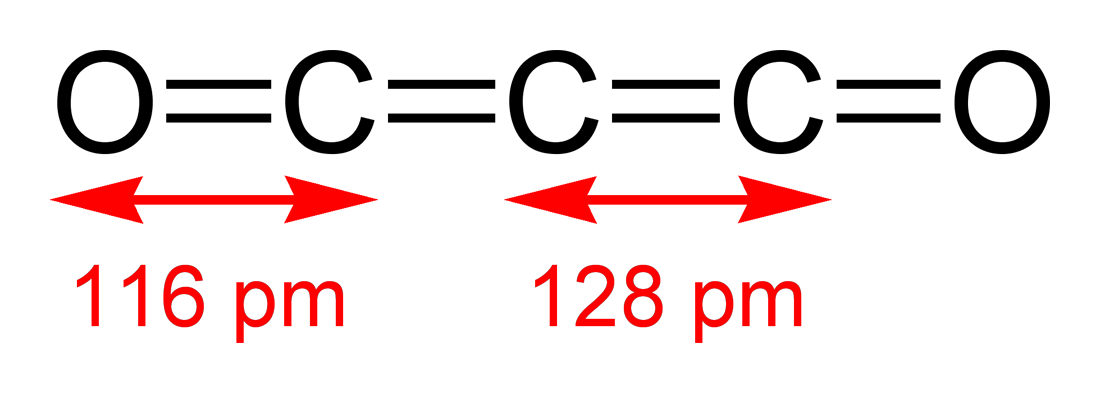
亜酸化炭素
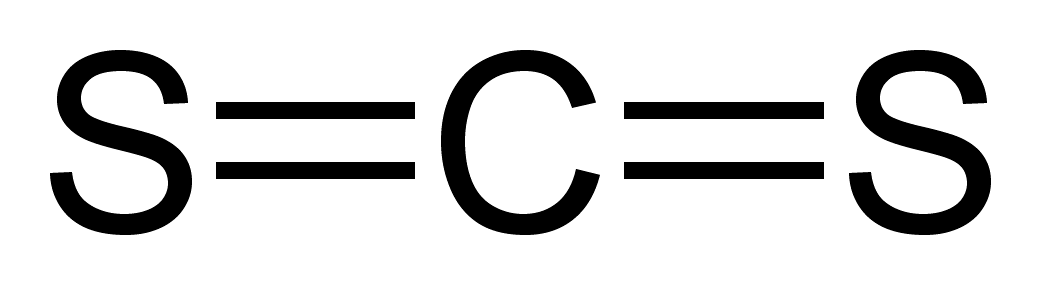
二硫化炭素

### アヌレン
アヌレン（Annulene）は大環状共役不飽和化合物の総称で、環を構成する炭素数（通常nは3以上）を"[ ]"を使用して接頭辞で命名する（IUPAC命名法）。アンヌレンは学術用語としては正しくない（学術用語集・化学編）
"[4n+2]アヌレン"は芳香族性を示すのに対して、"[4n]アヌレン"は反芳香族性を示す。（ヒュッケル則）

### その他
- アリル化合物 -  2-プロペニル構造を特徴とする化合物。